# Дубровица
Дубро́вица (укр. Дубровиця, до 1944 — Домбровица) — город в Ровненской области Украины. Входит в Сарненский район. До 2020 года был административным центром упразднённого Дубровицкого района.

## Географическое положение
Город расположен на реке Горынь (приток Припяти), в 126 км к северу от Ровно, на западе Полесья.

## История
В списке середины XVII века в составе Киево-Печерский патерик под редакцией Иосифа Тризны имеется комплекс Туровских уставов, в состав которого входит уставная грамота о поставлении Туровской епископии, согласно которой князь великий киевский Василий (Владимир Святославич) в лето 6513 (1005) года придал Туровской епископии  вместе с другими городами и Дубровица.
Поселение известно с XII века. В XII—XIII веках Дубровица была столицей удельного Дубровицкого княжества. Дубровицкий детинец был расположен в центральной части современного города и до нашего времени не сохранился.
В 1184 году дубровицкий князь Глеб Юрьевич участвовал в победоносном походе князя Святослава Всеволодовича на половцев. Из контекста летописного известия следует, что Дубровица была стольным градом небольшого удельного княжества. А Густынская летопись упоминает о другом дубровицком князе Александре, который в 1223 году вместе с тысячами русичей принял смерть в бою на реке Калке.
В 1240 году во время ордынского нашествия Дубровица была разрушена. В первой половине XVI века город перешёл под власть Литвы. Часть земель Турово-Пинского княжества, среди которых и Дубровица, получила статус государственных. Этот статус был до конца XIV века. Ситуация изменилась, когда великим князем литовским стал Витовт. Он отдал город в подарок Ивану Гольшанскому.
После Люблинской унии 1569 года — в составе Речи Посполитой. До конца XVIII века поселение входило в состав Пинского повята Берестейского воеводства, в июле 1795 года Домбровица стала местечком Российской империи, в 1797 году вошла в Ровенский уезд Волынской губернии.
В 1860 году численность населения составляла 3743 человек. В 1893 году численность населения составляла 4475 человек, здесь действовали кирпичный завод, несколько других предприятий, школа, православная церковь и синагога.
В 1918—1920 гг. Домбровица оказалась в зоне боевых действий, власть здесь неоднократно менялась. После окончания советско-польской войны селение осталось в составе Волынского воеводства Польши.
В сентябре 1939 года Домбровица вошла в состав СССР, в декабре 1939 года стала районным центром и в 1940 году получила статус города.
1 июня 1941 года здесь началось издание районной газеты.
В ходе Великой Отечественной войны с 1 июля 1941 до 10 января 1944 года город находился под немецкой оккупацией. Во время немецкой оккупации в городе действовали подпольные группы Организации украинских националистов и Украинской повстанческой армии, советских партизан, а также группа еврейского сопротивления. Участники украинского националистического и советского подполья враждовали между собой и, по возможности совершали нападения на членов противоположной стороны.
В 1952 году здесь действовали электромельница, несколько предприятий промышленной кооперации, средняя школа, семилетняя школа, Дом культуры, две библиотеки и кинотеатр.
Впоследствии заработали промышленная артель, МТС, леспромхоз, химлесхоз. Методом народной стройки возведен 412-метровый деревянный мост через Горынь, который был одним из крупнейших деревянных мостов Украины.
В 1950—1960е гг. в Дубровице были построены и вступили в строй лесхоз, леспромхоз, химлесхоз (в дальнейшем объединённые в Дубровицкий лесхоззаг). Город строился.
В январе 1989 года численность населения составляла 10 856 человек, в это время здесь действовали льноперерабатывающий завод, хлопкопрядильная фабрика и музей Дубровицкого вооружённого восстания 1918—1919 гг..
В мае 1995 года Кабинет министров Украины утвердил решение о приватизации находившихся в городе АТП-15642, льнозавода и райсельхозтехники, в июле 1995 года было утверждено решение о приватизации хлопкопрядильной фабрики и откормочного пункта.

## Население
По состоянию на 1 января 2013 года численность населения составляла 9414 человек.

### Языковой состав
Родной язык населения по данным переписи 2001 года:
| Язык       | Численность, чел. | Доля     |
| ---------- | ----------------- | -------- |
| Украинский | 9 467             | 97,69 %  |
| Русский    | 174               | 1,80 %   |
| Другое     | 50                | 0,51 %   |
| Итого      | 9 691             | 100,00 % |

## Современное состояние
В центре города — гостиница, почта, отделения нескольких банков, два супермаркета, полиция, суд, ресторан и несколько кафе. На окраине города — больница. Также в городе есть рынок, тюрьма, кладбище.

## Транспорт
Город находится в 3 км от железнодорожной станции Домбровица на линии Ровно — Лунинец

## Средства массовой информации
1. Стильное радио перец фм 107.5 (Дубровица).
2. Мфм Станция 105.3 (Дубровица).
3. УКр-3-106.6 (Дубровица).

## Архитектурные памятники и иные достопримечательности
- Католический костёл Иоанна Крестителя (1695—1701).
- Церковь Рождества Богородицы (1862).
- Остатки усадьбы панов Ольшанских (сейчас в здании районная больница).
- Православная церковь XIX века.
- В центре города установлен памятник пане Ольшанской.
- Старое еврейское кладбище.

## Города-побратимы
- Новогард, Польша
- Столин, Белоруссия

## Известные уроженцы и жители
- Заславская, Анастасия Юрьевна — княгиня, инициатор создания духовного памятника и национального символа Украины — Пересопницкого Евангелия.
- Сандлер, Семён Анатольевич (1914—2001) — советский лингвист-германист и педагог-методист.
- Шарпак, Жорж (первоначально Григорий Харпак) — лауреат Нобелевской премии по физике (1992).
- Калинский, Ян Дамаскен (1664—1726) — польский поэт и писатель.